# 139 Tauri
139 Tauri (139 Tau) es una estrella en la constelación de Tauro de magnitud aparente +4,82.
Se localiza a 2º21' al norte del punto de la eclíptica que marca el solsticio de verano.
También esta relativamente cerca del «anticentro galáctico», el punto diametralmente opuesto al centro galáctico de la Vía Láctea.
La paralaje medida por el satélite Hipparcos —2,10 ± 0,19 milisegundos de arco— emplaza a 139 Tauri a 1540 años luz del sistema solar; pese a la gran distancia, el error en la medida es de solo el 9%.
Por otra parte, su distancia estimada por la intensidad de las líneas CaII de su espectro, es considerablemente más alta: 708 pársecs o aproximadamente 2300 años luz.
139 Tauri es una gigante luminosa azul de tipo espectral B0.5II cuya temperatura efectiva es de 24.660 K.
Se estima que su radio es 21 veces más grande que el radio solar y gira sobre sí misma con una velocidad de rotación de al menos 101 km/s.
Su luminosidad es 3755 veces mayor que la del Sol.
Tiene una masa de 10,1 ± 1,0 masas solares, justo por encima del límite por encima del cual las estrellas finalizan su vida explosionando como supernovas.
Tiene una edad de solo 22,5 millones de años, un 0,5% de la edad del Sol.